# Château de Farinières
Pour l’article homonyme, voir Château de la Farinière.
Le château de Farinières est un château situé à Saint-Germain-des-Prés, dans le Tarn (France).

## Historique
La date de construction du premier château de Farinières n'est pas connue. Néanmoins, au XVIIIe siècle, l'édifice appartient à la famille Solomiac, une famille de magistrats sous l'Ancien Régime.
Dans le premier quart du XIXe siècle, sous le Premier Empire, Hercule Solomiac, descendant et héritier des propriétaires, commandite la construction de la belle bâtisse actuelle. Né à Lagrasse le 22 novembre 1783, il est lieutenant-colonel dans l'artillerie, et se voit accorder une pension par le roi Louis-Philippe le 5 janvier 1844, après 51 ans de service dans l'armée et plusieurs campagnes.

## Architecture
Le château de Farinières est édifié selon un plan rectangulaire sur deux étages. La façade principale se découpe en cinq travées, accolées de pavillons latéraux de chaque côté. Ces derniers sont à une seule travée, et légèrement plus bas que le corps principal.
L'édifice, de style néo-classique, est assez sobre : seuls quelques éléments égayent sa façade. Ainsi, la bâtisse est surmontée d'un attique à balustrade. Elle est couverte d'un enduit rehaussé par les chaînages d'angles en pierre. Deux bandeaux de pierre coupent l'édifice, les larges fenêtres sont elles-mêmes encadrées par d'épais bandeaux et la porte d'entrée est ouverte par un arc en plein-cintre.

Le château de Farinières est côtoyé au nord par une grande dépendance en U, présentant la particularité d'être construite à colombages.

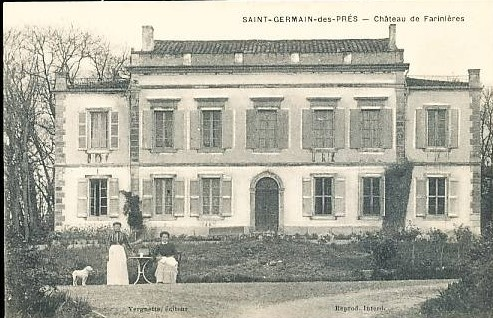
Carte postale
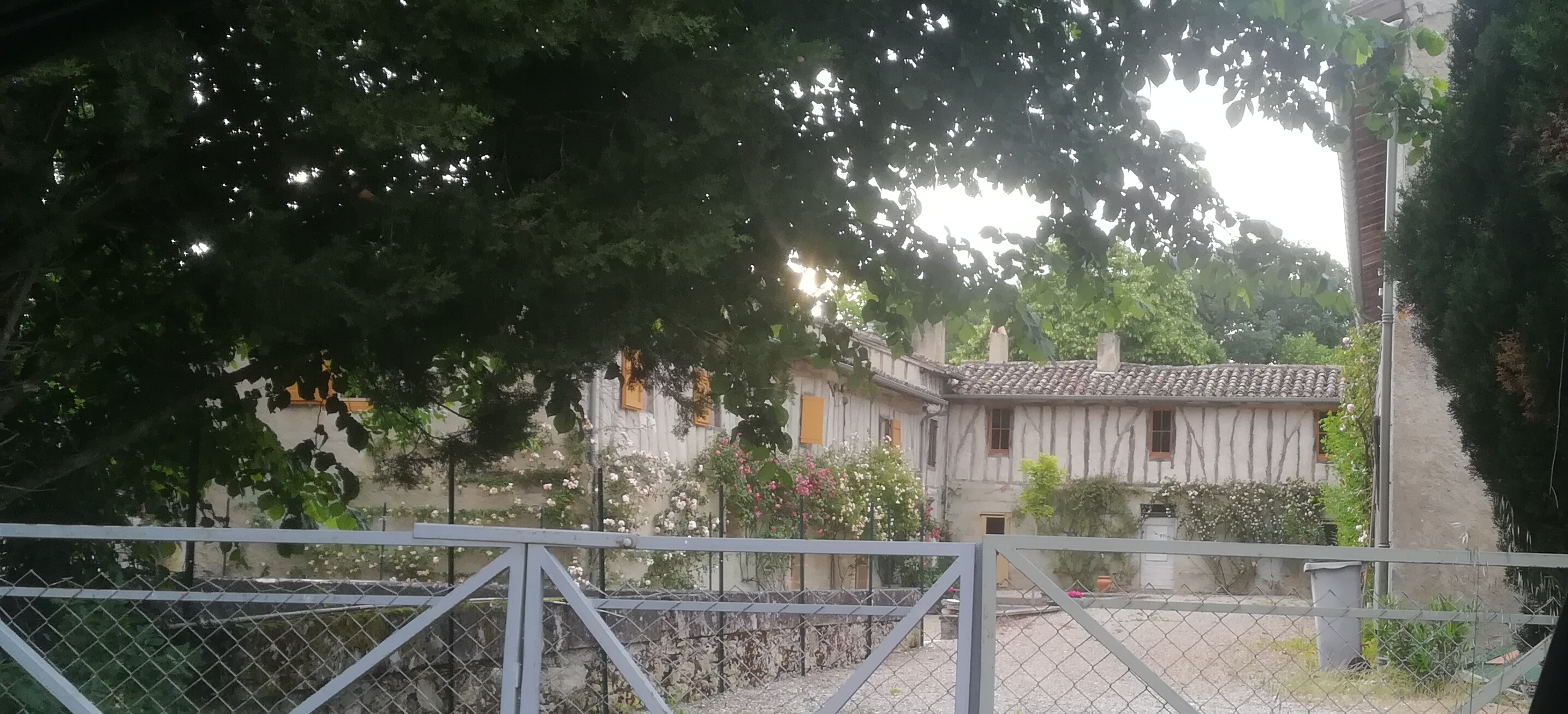
Les dépendances du château